# Petre Capusta
Petre Capusta (ur. 14 czerwca 1957 w Sarichioi) – rumuński kajakarz, kanadyjkarz. Srebrny medalista olimpijski z Moskwy.
Zawody w 1980 były jego jedynymi igrzyskami olimpijskimi. Srebrny medal zdobył w kanadyjkowych dwójkach na dystansie 500 metrów. Partnerował mu Ivan Patzaichin. W 1979 na tym samym dystansie zdobyli tytuł mistrzów świata